# Edith Hammar
Edith Hammar, född 1992 i Helsingfors, är en finlandssvensk konstnär och författare.
Edith Hammar är utbildad vid Kungliga konsthögskolan i Stockholm. År 2020 debuterade hen med serieromanen Homo Line, som gavs ut på det finska Förlaget M. 
I december 2021 invigdes ett konstverk av Edith Hammar i Örebro framför Rådhuset på Drottninggatan. Det är gjutet i brons och är ett minnesmärke över Sveriges första hbtqi-demonstration som ägde rum där den 15 maj 1971.
Edith Hammar finns representerad i Moderna Museet och Sveriges allmänna konstföreningens samling. För bland annat serieromanen Homo Line belönades hen med Stella Parland-priset 2022, som sedan 2016 delas ut av Svenska kulturfonden i Helsingfors vart tredje år.
År 2024 tilldelades Hammar litteraturpriset Prisma i kategorin ”Årets serie” för serieromanen Portal som utkom 2023. I Portal skildras hur synen på hbtq-personer har förändrats över tid i Helsingfors.